# Lotnictwo pokładowe

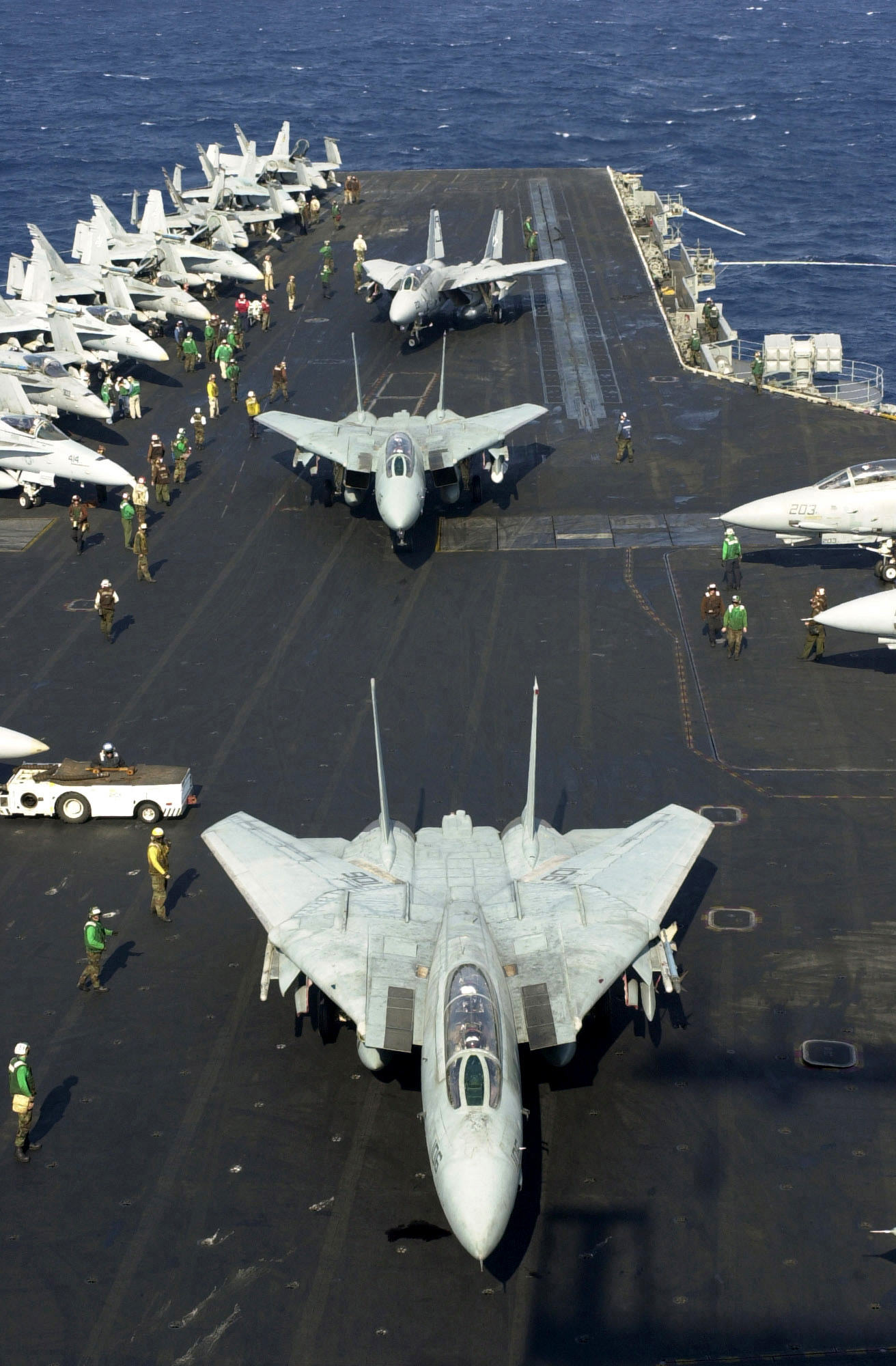
F-14 Tomcat na pokładzie USS Enterprise

Lotnictwo pokładowe – jest rodzajem lotnictwa morskiego, które bazuje na pokładach lotniskowców lub innych okrętów wojennych.
Dziś nie tylko lotniskowce są przystosowane do przyjmowania statków powietrznych. Coraz więcej okrętów wojennych oraz statków cywilnych ma możliwość przyjęcie śmigłowca lub pionowzlotu.

## Historia
Podczas walk morskich I wojny światowej liczyły się przede wszystkim pancerniki. Dopiero atak na Pearl Harbor uświadomił światu jak groźną bronią są samoloty pokładowe.
Flota japońska posiadała okręty podwodne, które miały możliwość przenoszenia wodnosamolotów, jednak wodowanie takiego samolotu było bardzo ryzykowne (okręt musiał być wynurzony przez kilka godzin, aby można było przygotować samolot do startu) więc zaniechano tego typu praktyk i skupiono się na budowaniu lotniskowców.
Po II wojnie światowej, zachodnie mocarstwa Marynarkę Wojenną swoich sił zbrojnych przestawiały przede wszystkim na osłonę lotniskowców. Zaprzestano tworzenia potężnie opancerzonych okrętów walczących „starym stylem”, a zaczęto wykorzystywać potężną broń – lotnictwo pokładowe.

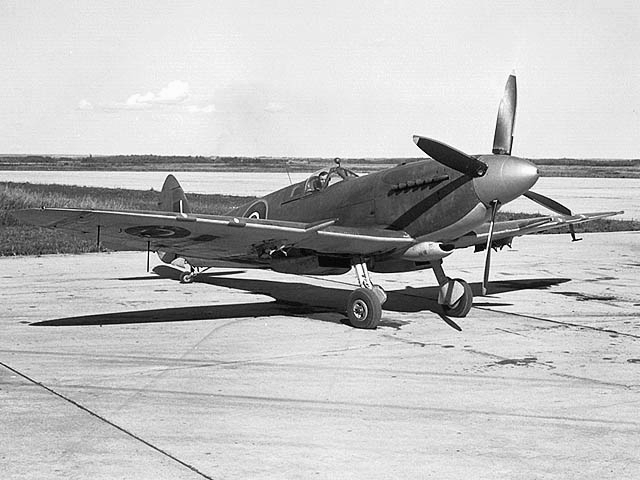
Supermarine Seafire, morska odmiana Spitfire’a (Royal Navy)
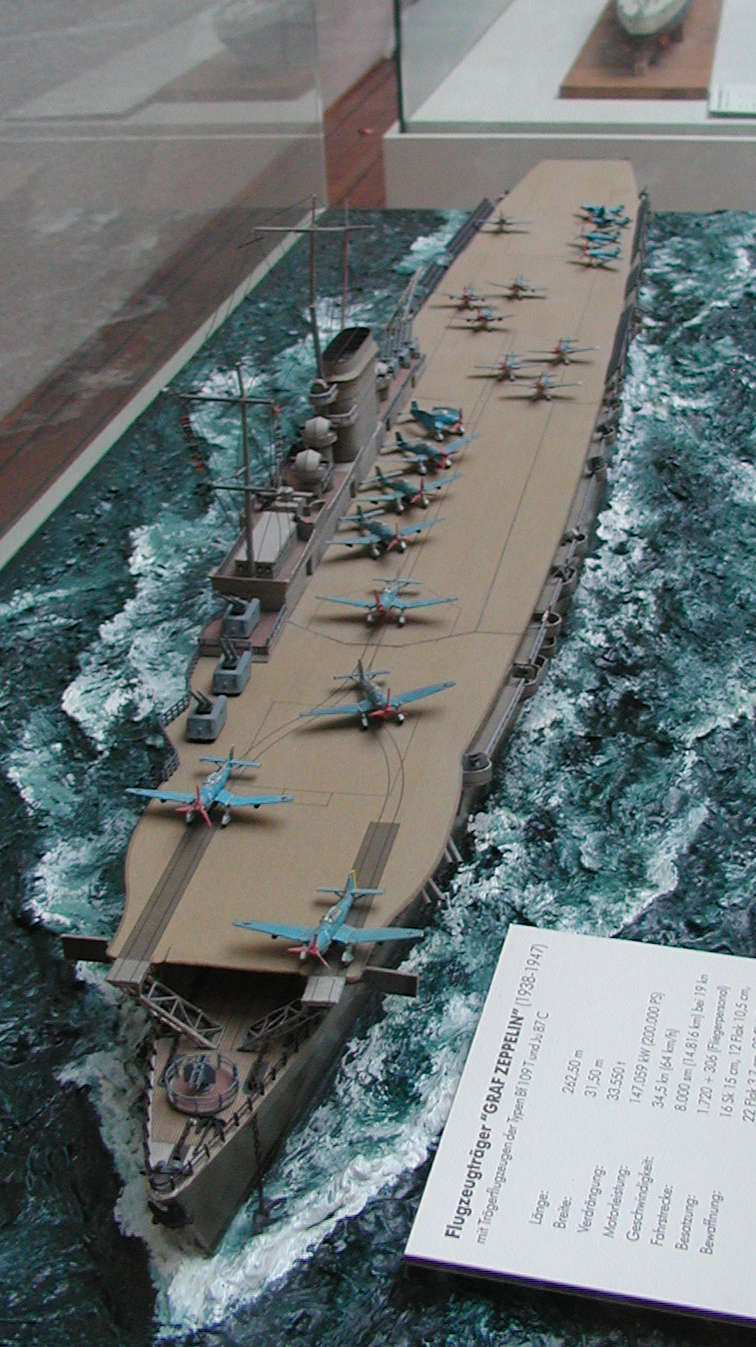
Model niemieckiego, nieukończonego lotniskowca Graf Zeppelin (Kriegsmarine)
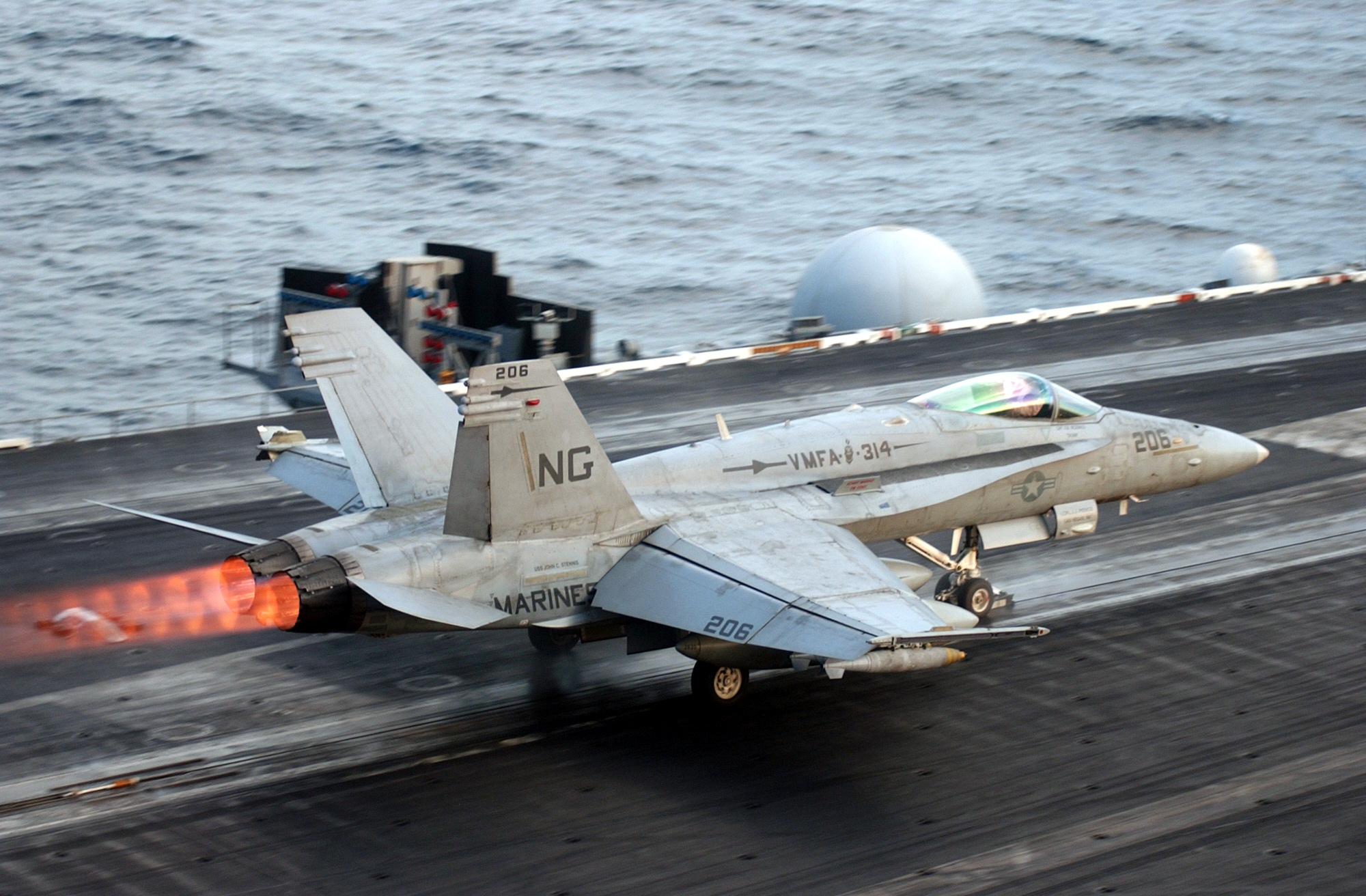
F-18 startujący z lotniskowca (US Navy)
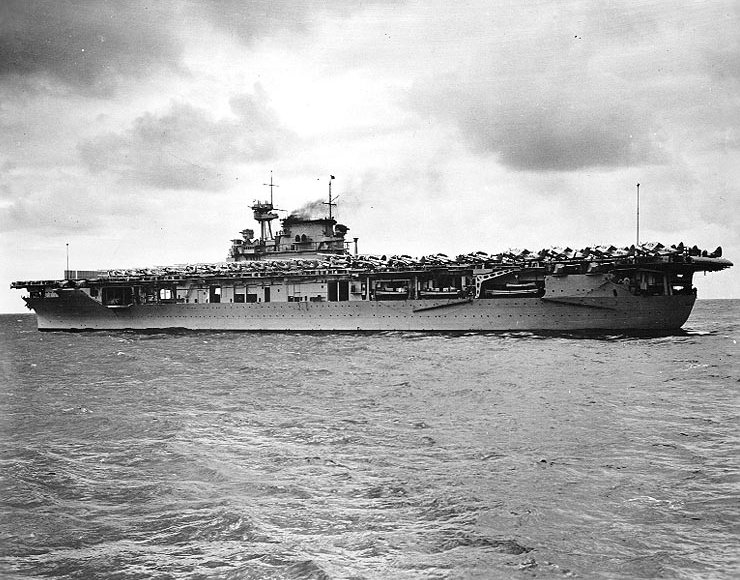
Typowy lotniskowiec II wojny światowej (tutaj USS Enterprise)
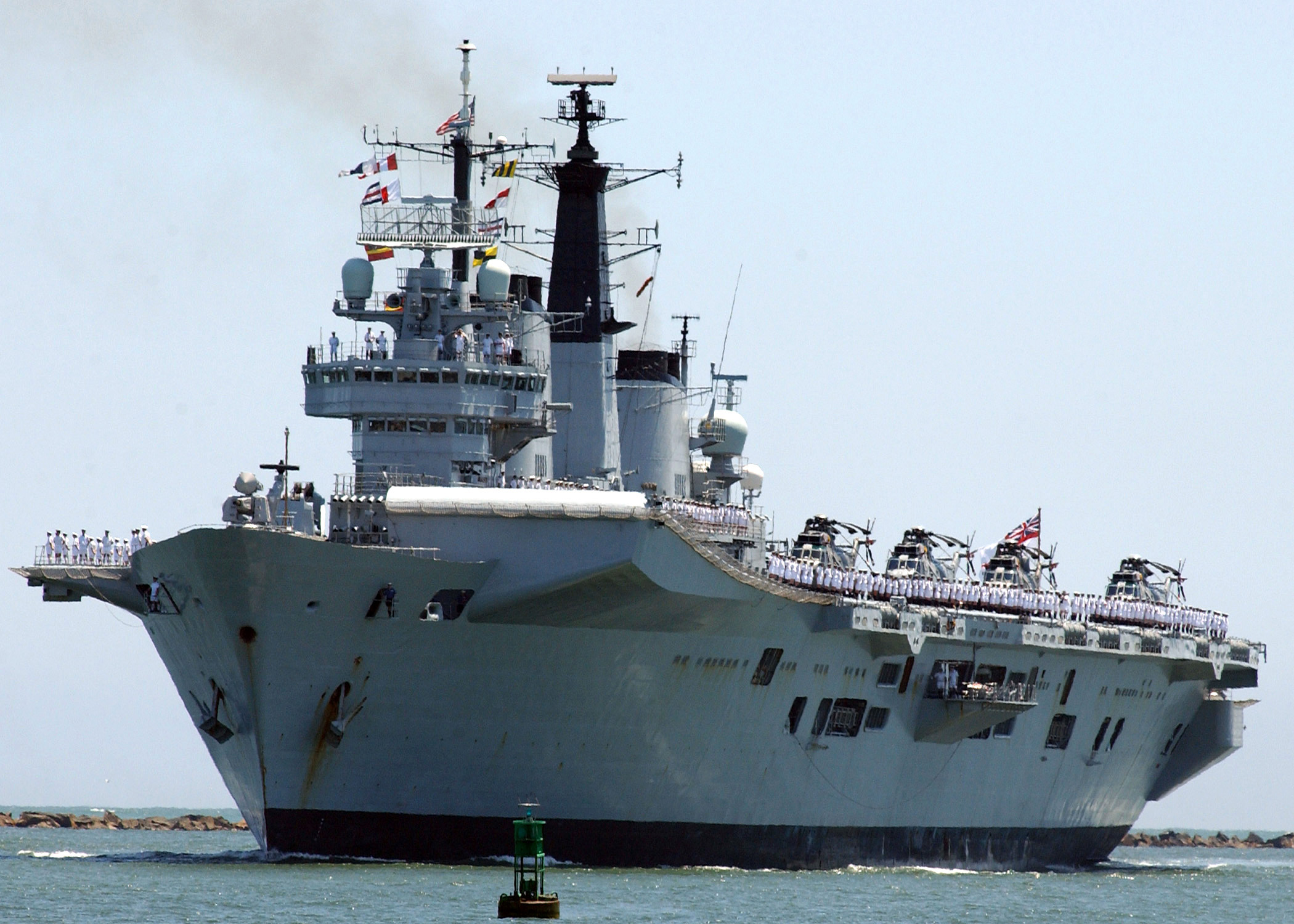
Jeden z przedstawicieli obecnych typów lotniskowców – HMS Invincible (Royal Navy)